# Főnix Fantasztikus Könyvek
A Főnix Fantasztikus Könyvek 1989 és 1990 között jelent meg Nemes István szerkesztésében, a debreceni Csokonai Kiadó kiadásában.

## A könyvek, kiadási sorrendben
| Szerző                    | Mű címe                 | Kiadás dátuma |
| ------------------------- | ----------------------- | ------------- |
| Robert E. Howard          | Conan, a barbár         | 1989          |
| Ráth-Végh István          | Az ércmadár             | 1989          |
| Nemere István             | Mintha ember lennél     | 1989          |
| Leleszy Béla              | Az utolsó csillaghajó   | 1990          |
| Mumbull (Komáromi Zoltán) | A 4000 éves menyasszony | 1990          |